# (283142) Weena
(283142) Weena ist ein Asteroid des mittleren Hauptgürtels, der sich zwischen Mars und Jupiter befindet.
Er wurde am 29. Dezember 2008 von den deutschen Amateurastronomen Rainer Kling und Erwin Schwab von der Hans-Ludwig-Neumann-Sternwarte (IAU-Code B01) vom Kleinen Feldberg im Taunus aus entdeckt.
Weena gehört zur Hansa-Familie, deren Namensgeber (480) Hansa ist.
Der Asteroid wurde am 17. Dezember 2013 nach der Figur „Weena“ aus dem Roman Die Zeitmaschine von H. G. Wells benannt, die in der Verfilmung von 1960 von Yvette Mimieux gespielt wurde.